# Erving Walker
Erving Walker (nacido en Nueva York el 17 de enero de 1990) es un baloncestista estadounidense. Juega de base y actualmente juega en el club KB Trepça de la Superliga de baloncesto de Kosovo.

## Carrera
Es un jugador formado en los Florida Gators, tras no ser drafteado en 2012 debutó como profesional en Italia en las filas del Prima Veroli.
En la siguiente temporada se marcharía a Polonia para jugar en el Stelmet Zielona Góra, para acabarla en Francia en las filas del Élan Chalon de la PRO A francesa.
En la temporada 2014-15, el diminuto base se convierte en una de las sensaciones de la liga gala, al obtener unos grandes porcentajes anotadores con JDA Dijon Basket en la PRO A francesa.
En 2015, debuta en Turquía con muy buen pie ya que estuvo a punto de meter en playoffs al recién ascendido Buyukcekmece Basket, liderando al equipo con sus 15.6 puntos, 2.3 rebotes y 4.2 asistencias por encuentro.
En las temporadas siguientes alternaría participaciones en Francia y Turquía, para jugar en equipos como Strasbourg IG, de nuevo en Buyukcekmece Basket y la temporada 2018-19 en las filas del Pınar Karşıyaka.
En 2019 se marcha a Egipto para jugar en el Zamalek SC.
El 1 de enero de 2021, firma por el KB Trepça de la Superliga de baloncesto de Kosovo.